# VOOC
VOOC, die Abkürzung steht für englisch Voltage Open Loop Multi-step Constant-Current Charging, ist ein proprietäres Übertragungsverfahren von elektrischer Leistung auf der USB-Schnittstelle. Es dient zum schnellen Laden von Mobilgeräten wie beispielsweise spezielle darauf ausgelegte Smartphones. Die Schnittstelle wurde 2014 von Oppo Electronics entwickelt und wird unter verschiedenen Handelsbezeichnungen bei Marken des BBK Konzerns geführt (Dash Charge (OnePlus), Dart Charge (realme), SUPERVOOC (Oneplus)). VOOC ist eine Konkurrenzschnittstelle zu der ebenfalls proprietären USB-Ladeschnittstelle Quick Charge von Qualcomm.

## Technik

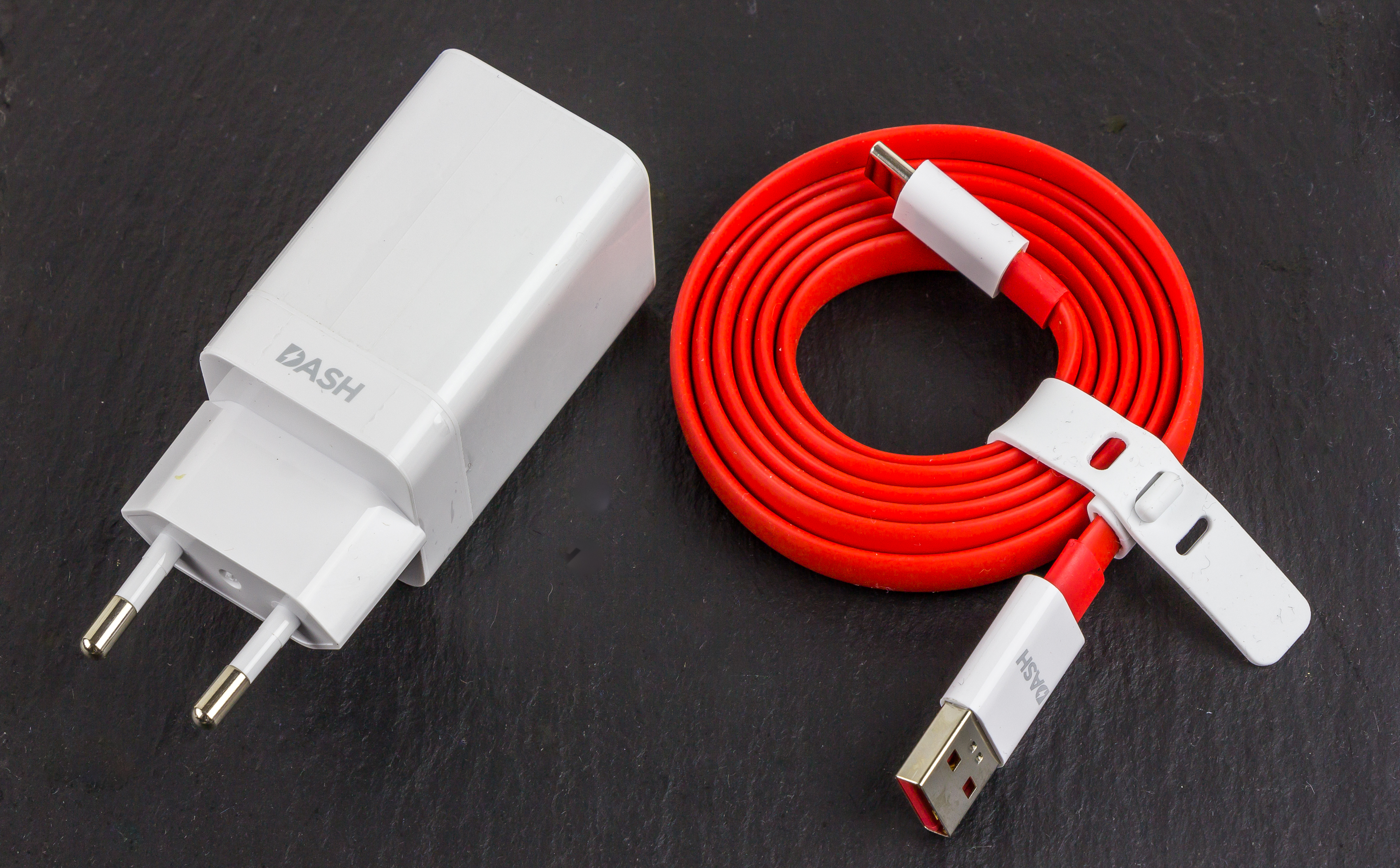
VOOC-fähiges USB-Ladegerät mit USB-Ladekabel von OnePlus

VOOC setzt spezielle Ladegeräte, ein spezielles USB-Ladekabel und auf VOOC ausgelegte Mobilgeräte voraus. Ist entweder das Ladegerät, das USB-Ladekabel oder das Mobilgerät nicht VOOC-fähig, verhält sich die USB-Schnittstelle am Netzteil wie ein standardisierter USB-Ladeanschluss und kann beliebige USB-Geräte mit geringer Ladeleistung aufladen. Das VOOC-Netzgerät kann einem VOOC-fähigen Mobilgerät über ein VOOC-USB-Ladekabel mehr Leistung zur Verfügung stellen, wodurch ein schnelleres Aufladen des Akkus möglich wird. Beispielsweise kann mit VOOC der Akkumulator des OnePlus 3 bzw. OnePlus 5 in 30 Minuten zu 63 % aufgeladen werden.
Da die elektrische Spannung an herkömmlichen USB2.0-Anschlüssen auf 5 V festgelegt ist und die Steckerkontakte der eingesetzten USB-Stecker in der Stromtragfähigkeit mit 2 A limitiert sind, ist die maximale übertragbare Leistung auf 10 W beschränkt. Die VOOC-Schnittstelle verwendet für die Stromversorgung zwei parallel geschaltete Kontakte, um einen höheren Strom von maximal 4 A übertragen zu können. Bei VOOC gibt sich das Mobilgerät beim VOOC-fähigen Ladegerät über die USB-Datenschnittstelle als VOOC-fähiges Gerät zu erkennen, worauf das VOOC-Ladegerät in den VOOC-Modus geht und seinen Ausgangsstrom erhöht. Dabei wird im Gegensatz zu anderen Verfahren wie  Quick Charge von Qualcomm die Spannung von 5 V am USB-Anschluss nicht fix vorgegeben, sondern der Stromwert auf höhere Werte wie 4 A eingestellt – die Spannung stellt sich dann in bestimmten Bereich ein.
Der konstante Strom erlaubt eine einfachere Ladeelektronik im Mobilgerät und reduziert so die Verlustleistung im Mobilgerät – dafür wird die Verlustleistung im Steckernetzteil gesteigert, kann dort aber leichter abgeführt werden. Damit steht dem Laderegler im Mobilgerät mit VOOC eine höhere Leistung zur Schnellladung zur Verfügung.
Allerdings benötigt es spezielle USB-Kabel mit breiteren Kupferdrähten, welche die hohen Stromstärken ertragen, bei denen herkömmliche USB-Drähte überhitzen und verglühen könnten.